# Тендола (Маса-Карара)
Тендола је насеље у Италији у округу Маса-Карара, региону Тоскана.
Према процени из 2011. у насељу је живело 202 становника. Насеље се налази на надморској висини од 355 м.